# Digiturk
Digiturk (gelesen: Dijitürk) ist ein türkisches Bezahlfernsehen.
Es ist der größte Anbieter von Pay-TV in der Türkei und wurde im Januar 1999 gegründet. Im April 2000 begann der Sendebetrieb. Empfangen kann man Digiturk seit 2020 über den Satelliten Eutelsat 7C. Auch über Türksat 4A werden einige Sender ausgestrahlt. 2015 wurde Digiturk an die belN Media Group aus Doha im Emirat Katar verkauft.
Das Digiturk-Angebot umfasst über 200 Sender. Ausgewählte Sender strahlen in HD aus. Neben vielen nationalen TV-Sendern werden auch internationale Sender wie Eurosport, National Geographic Channel, National Geographic Wild, VH1, Disney Channel, MCM Top, Nickelodeon, Disney XD und MGM Movies angeboten. Mit Digiturk Plus wird außerdem Video-on-Demand und der PVR-Dienst angeboten.
Digiturk besitzt auch die TV-Rechte für die 1. türkische Fußballliga Süperlig und hatte sich diese im Januar 2010 für die Summe von 321 Millionen Dollar auf weitere 4 Jahre gesichert. Des Weiteren besitzt der Anbieter die Fußball Rundfunkübertragungsrechte der TFF 1. Lig, der italienischen Serie A, der französischen Ligue 1 und der englischen EFL Championship sowie des englischen EFL Cup für die Türkei. Die Anzahl der inländischen Abonnenten betrug 2020 2.358.917.